# Bruce Halford
Bruce Halford (1931. május 18. – 2001. december 2.) brit autóversenyző.

## Pályafutása
1956 és 1960 között a Formula–1-es világbajnokság kilenc versenyén vett részt. Pontot egy alkalommal sem szerzett, legjobb eredménye egy nyolcadik helyezés volt, melyet az 1960-as francia nagydíjon ért el.
Pályafutása alatt elindult több, a világbajnokság keretein kívül rendezett Formula–1-es versenyen is.
Öt alkalommal állt rajthoz a Le Mans-i 24 órás viadalon. Mindössze egyszer, az 1958-as futamon ért célba, ahol tizenötödik lett.

## Eredményei

### Teljes Formula–1-es eredménylistája
(Táblázat értelmezése)

(Félkövér: pole-pozícióból indult; dőlt: leggyorsabb kört futott) 

| Év   | Csapat                    | Modell        | Motor               | 1      | 2      | 3   | 4   | 5   | 6      | 7       | 8      | 9   | 10  | Helyezés | Pont |
| ---- | ------------------------- | ------------- | ------------------- | ------ | ------ | --- | --- | --- | ------ | ------- | ------ | --- | --- | -------- | ---- |
| 1956 | Privateers                | Maserati 250F | Maserati Straight-6 | ARG    | MON    | 500 | BEL | FRA | GBR Ki | GER Kiz | ITA Ki |     |     | -        | 0    |
| 1957 | Privateers                | Maserati 250F | Maserati Straight-6 | ARG    | MON    | 500 | FRA | GBR | GER 11 | PES Ki  | ITA Ki |     |     | -        | 0    |
| 1959 | John Fisher               | Lotus 16      | Climax Straight-4   | MON Ki | 500    | NED | FRA | GBR | GER    | POR     | ITA    | USA |     | -        | 0    |
| 1960 | Cooper Car Company        | Cooper T45    | Climax Straight-4   | ARG    | MON Nk | 500 | NED | BEL |        |         |        |     |     | -        | 0    |
| 1960 | Yeoman Credit Racing Team | Cooper T51    | Climax Straight-4   |        |        |     |     |     | FRA 8  | GBR     | POR    | ITA | USA | -        | 0    |

### Le Mans-i 24 órás autóverseny
| Év   | Csapat             | Autó                   | Csapattárs     | Helyezés | Kiesés oka |
| ---- | ------------------ | ---------------------- | -------------- | -------- | ---------- |
| 1957 | Automobiles Talbot | Talbot-Lago Sport 2500 | Franco Bordini | Kiesett  | ?          |
| 1958 | Bruce Halford      | Lister                 | Brian Naylor   | 15.      |            |
| 1959 | Brian Lister       | Lister LM              | Ivor Bueb      | Kiesett  | Motorhiba  |
| 1960 | Ecurie Ecosse      | Jaguar D-Type          | Ron Flockhart  | Kiesett  | ?          |
| 1961 | Ecurie Ecossse     | Cooper T57 Monaco MkII | Tom Dickson    | Kiesett  | Baleset    |